# اسکات نیدرمایر
اسکات نیدرمایر (انگلیسی: Scott Niedermayer؛ زادهٔ ۳۱ اوت ۱۹۷۳) بازیکن هاکی روی یخ اهل کانادا است.
وی همچنین برندهٔ جوایزی همچون تالار افتخارات هاکی و جام استنلی شده‌است.
از باشگاه‌هایی که در آن بازی کرده‌است می‌توان به آناهایم داکس اشاره کرد.